# 데이브 그롤
데이비드 에릭 "데이브" 그롤(영어: David Eric "Dave" Grohl, 1969년 1월 14일 ~ )은 미국의 음악가다. 록 밴드 너바나의 드러머이자 푸 파이터스의 창립 멤버이다.
그 밖에 록 슈퍼그룹 뎀 크록드 벌처스를 결성했으며 아울러 자기가 지은 프로젝트 레이트! 및 프로보트에서 작곡 및 연주를 모두 맡아 했다. 퀸스 오브 더 스톤 에이지에서 녹음과 순연에 참사도 했다.
17살 때 워싱턴 D.C.의 그룹 스크림에서 켄트 스택스의 탈퇴를 도와 드러머로서 합류하여 활동했다. 그러다 스크림이 한순간에 붕괴되고 이후 너바나에 합류했다. 그롤이 너바나의 앨범에 모습을 비추기로는 너바나의 제2집 《Nevermind》가 처음이다. 이 앨범은 소기의 예상을 완전히 뒤엎고 전 세계적으로까지 성공했다. 너바나의 리더 커트 코베인이 죽고 그롤은 원맨 프로젝트로서 푸 파이터스를 시작한다. 1995년 7월 이와 동명의 앨범을 발매하고 지금까지 이 밴드에서 아홉 장 앨범을 더 발매했다.
너바나에 있으면서 그롤은 제법 뛰어난 드러머로서 이름을 높혔으며 2014년 로큰롤 명예의 전당에 너바나의 회원으로서 코베인과 노보셀릭과 더불어 헌액되었다. 2010년 켄 미콜레프 저 《클래식 록 드러머스》에 따르면 지난 20년래 가장 영향한 록 음악인 중 한 명이라고 한다.